# Canton de Courpière
Le canton de Courpière est une ancienne division administrative française située dans le département du Puy-de-Dôme et la région Auvergne.

## Géographie
Ce canton est organisé autour de Courpière dans l'arrondissement de Thiers. Son altitude varie de 297 m (Courpière) à 1 267 m (Vollore-Montagne) pour une altitude moyenne de 576 m.

## Histoire
Les redécoupages des arrondissements intervenus en 1926 et 1942 n'ont pas affecté le canton de Courpière.
Le canton a été supprimé en mars 2015 à la suite du redécoupage des cantons du département du Puy-de-Dôme. Les dix communes sont réparties en deux cantons, l'un nouveau, l'autre remanié :
- canton des Monts du Livradois : Aubusson-d'Auvergne, Augerolles, Courpière (bureau centralisateur), Olmet, La Renaudie, Sauviat, Sermentizon et Vollore-Ville ;
- canton de Thiers : Sainte-Agathe et Viscomtat.

## Représentation

### Conseillers généraux de 1833 à 2015
| Période | Période                   | Identité                              | Étiquette                                 | Qualité |
| ------- | ------------------------- | ------------------------------------- | ----------------------------------------- | --- |
| 1833    | 1845                      | Alexandre Anisson-Dupéron (1776-1852) | Majorité conservatrice                    | Auditeur au Conseil d'État, Directeur de l'imprimerie impériale Député (juin-juillet 1830) Président du Conseil général (1841) |
| 1845    | 1861                      | Hippolyte Goyon                       |                                           | Notaire puis avocat à Thiers, maire de Courpière                                                                               |
| 1864    | 1889                      | Arthur Dumas                          | ?                                         | Maire de Vollore-Ville |
| 1889    | 1911 (décès)              | Noël Chamerlat                        | Rad.                                      | Pharmacien Maire de Courpière (1877-1911) Député (1895-1911)                                                                   |
| 1911    | 1931                      | Jean-Marc Josselin                    | Rad.                                      | Maire de Courpière (1912-1925), conseiller d'arrondissement                                                                    |
| 1931    | 1941 (démission d'office) | Jean Chauny                           | SFIO                                      | Négociant à Augerolles, conseiller d'arrondissement Révoqué par le Gouvernement de Vichy                                       |
|         |                           |                                       |                                           | |
| 1942    | 1945                      | Antoine Gardette                      |                                           | Maire de Courpière Nommé conseiller départemental en 1942                                                                      |
|         |                           |                                       |                                           | |
| 1945    | 1951                      | Léon Décombat                         | PCF                                       | Mécanicien - Maire de Vollore-Ville                                                                                            |
| 1951    | 1982                      | Francisque Fafournoux                 | SFIO puis PS                              | Instituteur Maire d'Augerolles                                                                                                 |
| 1982    | 1994                      | Pierre Peyronny                       | UDF                                       | Pharmacien Maire de Courpière (1983-1995)                                                                                      |
| 1994    | 2015                      | André Wils                            | Apparenté PCF puis DVG (Gauche solidaire) | Professeur, Courpière |

### Conseillers d'arrondissement (de 1833 à 1940)
Le canton de Courpière avait deux conseillers d'arrondissement.
| Période                                  | Période      | Identité                                      | Étiquette | Qualité |
| ---------------------------------------- | ------------ | --------------------------------------------- | --------- | --- |
| 1833                                     | 1844 (décès) | Jean Broquin-Tournilhas (1787-1844)           |           | Notaire , maire de Courpière                                                                                |
| 1833                                     | 1852         | Guillaume Pierre Bellein-Goyon (1788-1863)    |           | Juge de paix et propriétaire à Courpière                                                                    |
| 15 juin 1845                             | 1867         | Jean-Léonard Majeune                          |           | Notaire à Courpière                                                                                         |
| 1852                                     | 1861         | Claude-Guillaume Coiffier-Doupeux (1790-1870) |           | Propriétaire à Courpière                                                                                    |
| 1861                                     | 1867         | Jérôme de Provenchères                        |           | Maire d'Augerolles                                                                                          |
| 1867                                     | 1871         | Pierre Troussel                               |           | Marchand de fer, adjoint au maire de Courpière                                                              |
| 1867                                     | 1871         | René, Comte de Pierre (1835-1876)             |           | Maire de Sermentizon                                                                                        |
| 1871                                     | 1877         | Léon Bourgade                                 |           | Propriétaire à Sainte-Agathe                                                                                |
| 1871                                     | 1877         | Georges Fayard                                |           | Propriétaire à Vollore-Ville                                                                                |
| 1877                                     | 1895         | Jean-Baptiste, dit Jules Maublanc             |           | Propriétaire à Courpière                                                                                    |
| 1877                                     | 1883         | Victor Chamerlat                              |           | Pharmacien, maire de Courpière                                                                              |
| 1883                                     | 1900 (décès) | Jean-Marie-Michel Rallière (1851-1900)        |           | Médecin à Augerolles                                                                                        |
| 1895                                     | 1898         | Jean-Annet Buisson                            |           | Pharmacien à Vollore-Ville                                                                                  |
| 1898                                     |              | Émile Beaujeu                                 |           | Propriétaire à Vollore-Ville                                                                                |
| 1900                                     |              | M. Veyret                                     |           | |
| 1904                                     |              | Joseph Bayard                                 |           | Maire d'Augerolles                                                                                          |
|                                          |              |                                               |           | |
| 1911                                     |              | M. Brunel                                     |           | Maire de Vollore-Ville                                                                                      |
|                                          |              |                                               |           | |
| 1928                                     | 1931         | Jean Chauny                                   | SFIO      | Négociant à Augerolles                                                                                      |
| 1931                                     |              | Jean-Pierre Brunel                            | SFIO      | Maire de Vollore-Ville                                                                                      |
| 1931                                     | 1940         | Étienne Bonhomme                              | PSC       | Commerçant à Courpière                                                                                      |
| 1940                                     |              |                                               |           | Les conseils d'arrondissement ont été suspendus par la loi du 12 octobre 1940 et n'ont jamais été réactivés |
| Les données manquantes sont à compléter. |              |                                               |           | |

## Composition
Le canton de Courpière groupait 10 communes et comptait 8 042 habitants en 2012 (population municipale).
| Nom                   | Code Insee | Intercommunalité           | Population (dernière pop. légale) |
| --------------------- | ---------- | -------------------------- | --------------------------------- |
| Courpière (chef-lieu) | 63125      | CC Thiers Dore et Montagne | 4 338 (2014)                      |
| Aubusson-d'Auvergne   | 63015      | CC Thiers Dore et Montagne | 248 (2014)                        |
| Augerolles            | 63016      | CC Thiers Dore et Montagne | 872 (2014)                        |
| Olmet                 | 63260      | CC Thiers Dore et Montagne | 156 (2014)                        |
| La Renaudie           | 63298      | CC Thiers Dore et Montagne | 118 (2014)                        |
| Sainte-Agathe         | 63310      | CC Thiers Dore et Montagne | 209 (2014)                        |
| Sauviat               | 63414      | CC Thiers Dore et Montagne | 530 (2014)                        |
| Sermentizon           | 63418      | CC Thiers Dore et Montagne | 577 (2014)                        |
| Vollore-Montagne      | 63468      | CC Thiers Dore et Montagne | 305 (2014)                        |
| Vollore-Ville         | 63469      | CC Thiers Dore et Montagne | 770 (2014)                        |

## Démographie
| 1962  | 1968  | 1975  | 1982  | 1990  | 1999  | 2006  | 2011  | 2012  |
| ----- | ----- | ----- | ----- | ----- | ----- | ----- | ----- | ----- |
| 8 335 | 8 416 | 8 468 | 8 665 | 8 289 | 8 223 | 8 199 | 8 066 | 8 042 |